# Гончаренко Роман Олександрович
Роман Олександрович Гончаренко (нар. 16 листопада 1993, с. Поташ, Тальнівський район, Черкаська область, Україна) — український футболіст, центральний захисник «Вереса».

## Клубна кар'єра
Роман Гончаренко народився 16 листопада 1993 року в селі Поташ Тальнівського району Черкаської області. У 2010 році виступав у ДЮФЛУ за ФК «Тальне» з однойменного села. Перший тренер — Герасимлюк Олександр Ярославович.
Дорослу кар'єру розпочав у аматорських клубах ФК «Тальне» та «Іллічівець». З 2013 року виступав у клубі «УТК-Ятрань». У 2015 році команда дебютувала в чемпіонаті Черкаської області, цього сезону Роман у складі клубу відіграв 10 матчів та відзначився 1 голом. За підсумками сезону увійшов до символічної збірної Черкаської області.
Наприкінці липня 2015 року перейшов до складу «Черкаського Дніпра». За черкаський клуб дебютував 1 липня 2015 року у переможному (3:1) домашньому поєдинку 2-го туру першої ліги чемпіонату України проти тернопільської «Ниви». Роман вийшов на поле в стартовому складі та відіграв увесь поєдинок. Першим голом на професійному рівні відзначився 1 жовтня 2016 року на 17-ій хвилині нічийного (1:1) виїзного поєдинку 12-го туру першої ліги чемпіонату України проти охтирського «Нафтовика». Гончаренко вийшов на поле у стартовому складі та відіграв увесь поєдинок.Усього в складі «Черкаського Дніпра» в чемпіонаті зіграв 44 матчі та відзначився 1 голом, ще 2 матчі провів у Кубку України.
У 2017 році підписав контракт із першоліговим «Інгульцем» із Петрового, за який за півтора сезони провів 35 матчів у всіх турнірах і відзначився трьома голами.
Сезон 2018/2019 догравав у друголіговому «Поліссі» із Житомира, а по завершенню турніру приєднався до кременчуцького «Кременя», який виступав у першій українській лізі.
У березні 2020 році на офіційному сайті рівненського «Верес» з'явилася інформація, що центральний захисник переходить до їхніх лав і гратиме під 8 номером. Дебютував за рівнян 16 серпня 2020 року у стиковій грі із клубом «Черкащина-Академія» за право підвищитися у Першу лігу (2:0). За три не повних сезони провів за рівнян 55 матчів у всіх турнірах і відзначився трьома влучними ударами
1 липня 2022 року уклав дворічний контракт із ковалівським «Колосом».
Ігрова кар'єра:
| Сезон   | Команда             | Турнір                     | І  | Г |
| ------- | ------------------- | -------------------------- | -- | - |
| 2015-16 | «Черкаський Дніпро» | Перша ліга                 | 13 | 0 |
| 2016-17 | «Черкаський Дніпро» | Перша ліга                 | 31 | 1 |
| 2017-18 | «Інгулець»          | Перша ліга                 | 26 | 2 |
| 2018-19 | «Інгулець»          | Перша ліга                 | 5  | 0 |
| 2018-19 | «Полісся»           | Друга ліга                 | 10 | 1 |
| 2019-20 | «Кремінь»           | Перша ліга                 | 19 | 1 |
| 2019-20 | «Верес»             | Друга ліга (стикові матчі) | 2  | 0 |
| 2020-21 | «Верес»             | Перша ліга                 | 27 | 3 |
| 2021-22 | «Верес»             | Прем'єр-ліга               | 18 | 0 |
| 2022-23 | «Колос»             | Прем'єр-ліга               | 16 | 1 |
| 2023-24 | «Колос»             | Прем'єр-ліга               | 6  | 0 |

Статистика за турнірами:
Прем'єр Ліга: 40 матчів — 1 гол
1 Ліга: 121 матч — 7 м'ячів
2 Ліга: 12 матчів — 1 гол

## Особисте життя
Улюблена команда — ФК «Дніпро». Улюблений гравець — Кріштіану Роналду.
Хобі — баскетбол та волейбол.

## Досягнення

### На професійному рівні
- Перша ліга чемпіонату України

 Срібний призер: 2015/16

### На аматорському рівні
- Чемпіонат Черкаської області

 Чемпіон: 2015